# Cesoiatrice

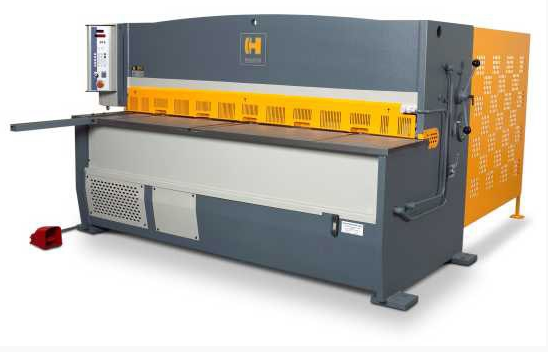
Esempio di cesoia a ghigliottina

La cesoiatrice (anche detta cesoia, trancia o tranciatrice) è una macchina utensile che serve per tagliare a freddo lamiere, nastri e sbarre metalliche.

## Tipi e funzionamento
Le cesoiatrici sono mosse meccanicamente o idraulicamente. Le lame sono costituite da piastre o dischi in acciaio temprato e affilato, con angolo di affilatura intorno a 75°.
Nel caso di lame a disco si parla di "cesoiatrice circolare". Le cesoiatrici circolari permettono di ottenere tagli di diverse lunghezze e forme: rettilinei, curvi o circolari.
Le cesoie "a ghigliottina" si basano sullo stesso principio della cesoia da banco, e cioè una lama fissa ed una mobile, in questo caso scorrevole tra guide verticali. Sono dotate generalmente di un dispositivo premilamiera che provvede a mantenere ferma la lamiera durante il taglio. Gli spessori massimi tagliabili dalle macchine più grandi sono di 25–30 mm.

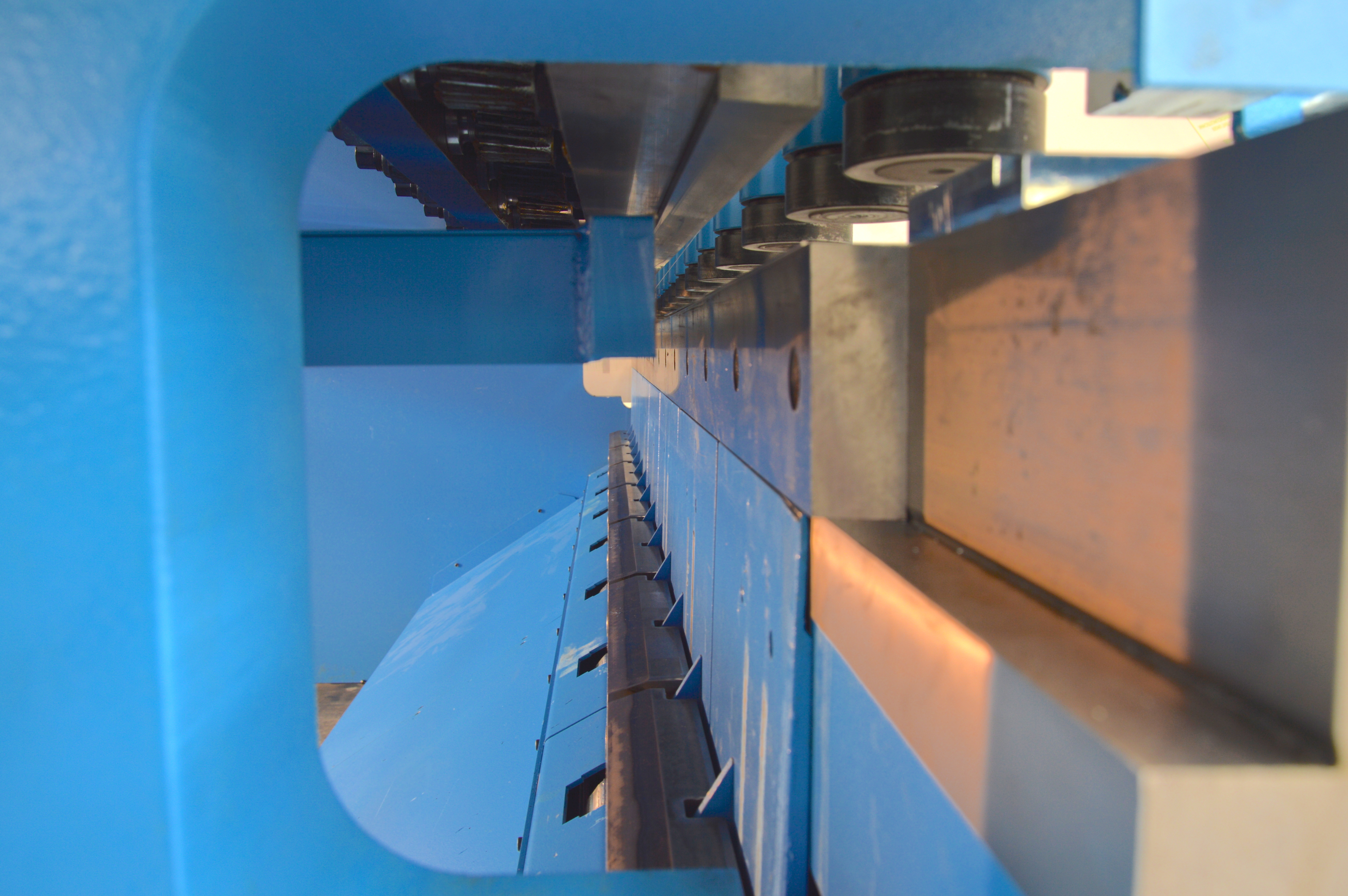
Vista ravvicinata delle lame di una cesoia a ghigliottina
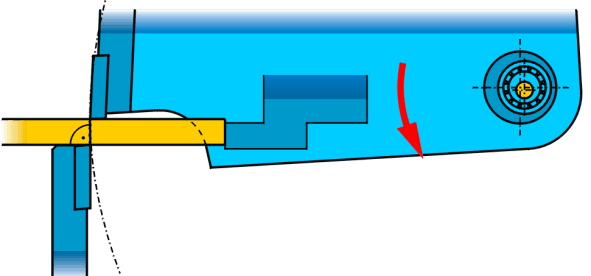
Funzionamento di una cesoia a ghigliottina

Il taglio con la cesoia è comunque una lavorazione a freddo, che non può perciò superare certi spessori di taglio a causa del notevole sforzo necessario. Per spessori elevati si passa infatti alla lavorazione a fiamma, utilizzando i cannelli da ossitaglio.